# Tour d’Arundel

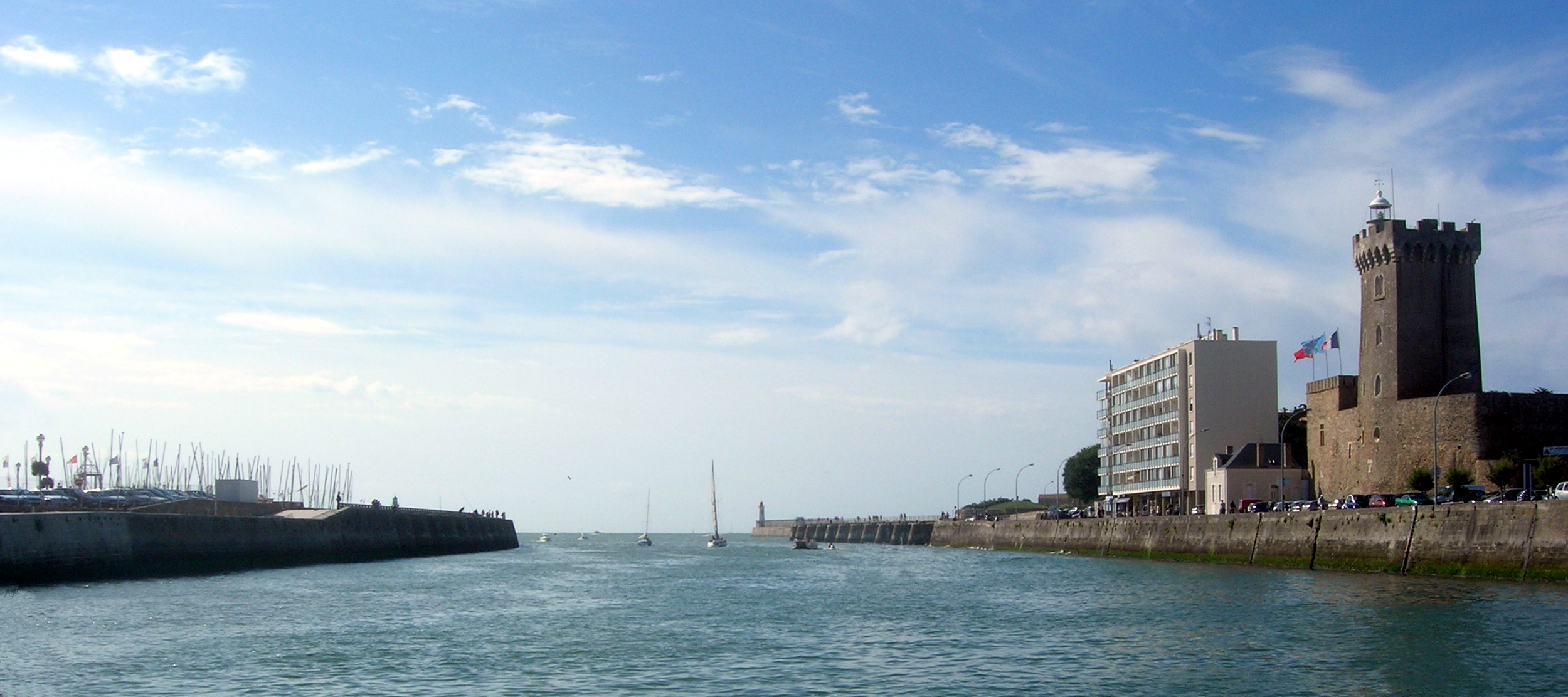
Rechts im Bild der Turm

Die Tour d’Arundel ist ein aus einer mittelalterlichen Wehranlage hervorgegangener Leuchtturm im Stadtteil La Chaume der Stadt Les Sables-d’Olonne. Die Anlage beherbergt das Musée de la Mer, welches von April bis September besichtigt werden kann. Der ehemalige Donjon diente früher als einziger Leuchtturm von Sables-d’Olonne und wurde später durch einen mächtigeren Leuchtturm, den Phare de l’Armandèche ergänzt.